# Anton-Chekhov-Klasse
Die Flusskreuzfahrtschiffe der Anton Chekhov-Klasse (russisch Антон Чехов, dt. Transkription: Anton Tschechow), welche auch als Projekt Q-056 bekannt war, sind fluss- und kanalgängige Binnenpassagiermotorschiffe mittlerer Bauart. Die Klasse ist benannt nach dem ersten Schiff der Klasse, das den Namen des russischen Schriftstellers Anton Tschechow trägt.

## Geschichte
Die  Flusskreuzfahrtschiffsserie wurde von 1978 bis 1979 hergestellt. Die Österreichische Schiffswerften AG in Korneuburg (Österreich) baute Schiffe des eigenen, vom sowjetischen Ministerium für Flussflotte (Минречфлот РСФСР) bestätigten Entwurfs. Die Namensgebung war auf zwei bedeutende Schriftsteller begrenzt. Eingesetzt waren die Schiffe auf dem Jenissei und auf der Wolga. 2004 wurde das zweite Schiff auch auf die Strecke Sankt Petersburg – Moskau überführt.

## Technik
In den 1990er Jahren wurden die Schiffe modernisiert und für neue Verhältnisse umgebaut. Die Schiffe verfügen über einen Dieselantrieb mit drei reversierbaren Hauptmotoren 6ChRN 36/45 EG-60.

## Ausstattung
Alle komfortablen 1-, 2- und 3-Bett-Kabinen sind ausgestattet mit Klimaanlage, Kühlschrank, Dusche und WC, 220-V-Anschluss und haben große Fenster.
An Bord befinden sich u. a. ein Restaurant, zwei Bars, ein Kiosk, ein Konferenzsaal, Musik- und Fernsehsalon, ein Telefon für internationale Verbindungen, Solarium, Sauna, Swimming-Pool und Fitnessraum.

## Liste der Schiffe Projekt Q-056 in der Ursprungs- und Englischen Sprache
In der Liste ist der Ursprungsname des Flusskreuzfahrtschiffes angegeben, die anderen Namen stehen in Klammern in chronologischer Reihenfolge:
Flusskreuzfahrtschiffe des Projekts Q-056:
| Schiffe der Anton-Chekhov-Klasse | Schiffe der Anton-Chekhov-Klasse | Schiffe der Anton-Chekhov-Klasse |
| lfd. Nr.                         | Originaler Ursprungsname         | Seine englische Version          |
| -------------------------------- | -------------------------------- | -------------------------------- |
| 1                                | Антон Чехов                      | Anton Chekhov                    |
| 2                                | Лев Толстой                      | Lev Tolstoy                      |

## Übersicht
| Schiffe der Anton Chekhov-Klasse | Schiffe der Anton Chekhov-Klasse | Schiffe der Anton Chekhov-Klasse | Schiffe der Anton Chekhov-Klasse | Schiffe der Anton Chekhov-Klasse | Schiffe der Anton Chekhov-Klasse | Schiffe der Anton Chekhov-Klasse | Schiffe der Anton Chekhov-Klasse |
| Baumonat und -jahr               | Baunummer                        | Bild                             | Name                             | erste Reederei                   | Heimathafen                      | Flagge                           | Umbenennungen und Verbleib       |
| -------------------------------- | -------------------------------- | -------------------------------- | -------------------------------- | -------------------------------- | -------------------------------- | -------------------------------- | -------------------------------- |
| Juni 1978                        | K713                             |                                  | Anton Chekhov                    | Jenissei-Flussreederei           | Krasnojarsk → Rostow am Don      | →                                | Nr. 034941 (RRR)                 |
| Mai 1979                         | K714                             |                                  | Lev Tolstoy                      | Wolga-Reederei                   | Gorki → Nischni Nowgorod         | →                                | Nr. 034942 (RRR)                 |